# Michał Stasiewicz
Michał Stasiewicz (ur. 28 września 1988) – polski lekkoatleta, chodziarz.

## Kariera sportowa
Trzeci zawodnik międzynarodowych mistrzostw Austrii w chodzie na 50 kilometrów (2010), drugi zawodnik międzynarodowych mistrzostw Niemiec na tym samym dystansie (2012).

## Osiągnięcia
| Rok  | Impreza                 | Miejsce              | Konkurencja               | Pozycja     | Wynik   |
| ---- | ----------------------- | -------------------- | ------------------------- | ----------- | ------- |
| 2007 | Puchar Europy w chodzie | Royal Leamington Spa | chód na 10 km (juniorzy)  | 19. miejsce | 43:58   |
| 2011 | Puchar Europy w chodzie | Olhão                | chód na 50 km             | 8. miejsce  | 4:02:50 |
| 2011 | Puchar Europy w chodzie | Olhão                | chód na 50 km (drużynowo) | 3. miejsce  |         |
| 2013 | Puchar Europy w chodzie | Dudince              | chód na 50 km             | 18. miejsce | 3:57,29 |

## Rekordy życiowe
- Chód na 50 kilometrów – 3:52:45 (2012) – 16. wynik w historii polskiej lekkoatletyki